# Wolffiella hyalina
Wolffiella hyalina là một loài thực vật có hoa trong họ Ráy (Araceae). Loài này được (Delile) Monod miêu tả khoa học đầu tiên năm 1949.